# Agathosma lanceolata
Agathosma lanceolata är en vinruteväxtart som först beskrevs av Carl von Linné, och fick sitt nu gällande namn av Adolf Engler. Agathosma lanceolata ingår i släktet Agathosma och familjen vinruteväxter. Inga underarter finns listade i Catalogue of Life.